# Mordechai Mark Zamenhof

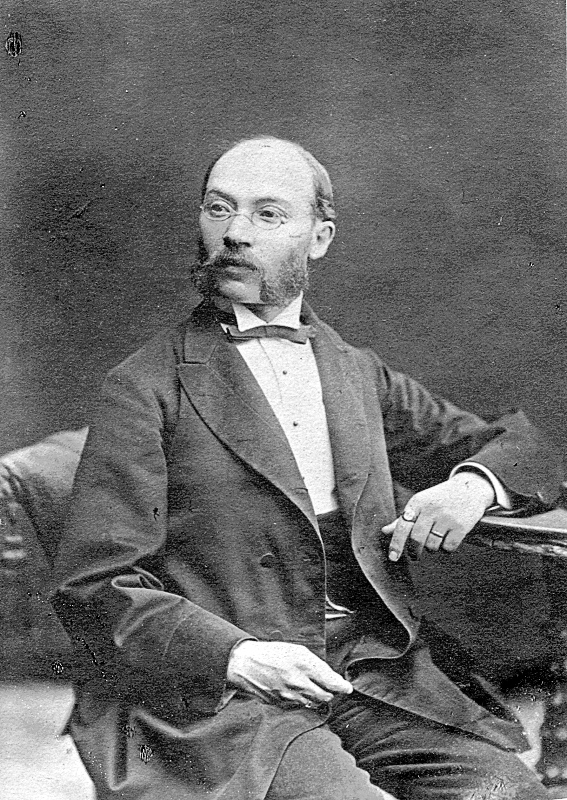
Zamenhof

Mordechai Mark Zamenhof (Tykocin, 27 januari 1837 - Warschau, 29 november 1907) was een Poolse Joodse zionist, atheïst  en de vader van Lejzer Zamenhof, de auteur van de kunsttaal Esperanto. 
Zoals in zijn kringen gebruikelijk was, had hij twee namen - een joodse en een christelijke - met dezelfde initiaal: M. Zijn kinderen kregen ook een dubbele naam; zo noemde hij zijn oudste zoon Lejzer Ludwik. Mordechai Zamenhof had (net als zijn vader) belangstelling voor wetenschap en vreemde talen. Hij richtte op 22-jarige leeftijd een schooltje op. Later gaf hij onder andere enkele aardrijkskundige leerboeken en een Russische lijst met spreekwoorden uit. Ook gaf hij Duitse les in een school in Warschau en werkte een tijdje voor de tsaristische censuur. 
Mordechai was atheïst maar richtte zijn leven wel joods in. Hij was zijn hele leven actief in de synagoge (onder andere als voorzanger) en hield zich strikt aan de joodse leefregels (zoals kasjroet, het geheel van spijswetten die onder meer bepalen dat melk en vlees gescheiden moeten blijven). Zijn zoons werden besneden en kregen ook les in de Talmoed. Ook voelde hij zich aangetrokken tot de joodse vorm van de Verlichting, de haskala. Die hield in dat de Joden wel wilden assimileren, maar niet tot elke prijs. In het openbare leven namen Joden van de haskala deel aan de westerse beschaving, maar in hun privéleven wensten ze aan hun eigen leefregels en wetten vast te houden. Die regels verwaterden echter steeds meer. Lejzer Ludwik was in het openbare leven tot aan zijn dood "minder joods" dan zijn vader, die op zijn beurt alweer minder 'streng' was geweest dan zijn ouders.